# Gustav Karl Wilhelm Hermann Karsten
Gustav Karl Wilhelm Hermann Karsten (Stralsund, 1817 - Berlín, 1908) fue un botánico, pteridólogo, micólogo y geólogo alemán.
Trabajó en América Latina entre 1844 y 1856, principalmente en Venezuela, Colombia y Ecuador. Fue profesor de Botánica en Berlín y en Viena, donde se encuentran las colecciones de especímenes que recolectó.
Hermanos suyos eran el físico Gustav Karsten (1820-1900) y el mineralogista Hermann Karsten (1809-1877).

## Obra
- -—, c.f. Schmidt (il.) Auswahl neuer und schön blühender Gewæchse Venezuela’s. Verlag der Deckerschen geheimen Ober-Hofbuchdruckerei, Berlín 1848. – online

- Verzeichniß der im Rostocker academischen Museum befindlichen Versteinerungen aus dem Sternberger Gestein. Adler, Rostock 1849. – online

- -—, hugo von Mohl. Das Geschlechtsleben der Pflanzen und die Parthenogenesis. Verlag der Königlichen Geheimen Ober-Hofbuchdruckerei, Berlín 1860. – online

- Florae Columbiae terrarumque adiacentium specimina selecta in peregrinatione duodécima annorum observata. Dümmler, Berlín 1861 & 1869. –
  - Vol. 1 online, en nbn vol. 1
  - Vol. 2 online, en nbn vol. 2

- Lehrbuch der Krystallographie. Voss, Leipzig 1861. – online

- Gesammelte Beiträge zur Anatomie und Physiologie der Pflanzen. Vol. 1. 1843–1863. Dümmler, Berlín 1865. – online

- Chemismus der Pflanzenzelle. Eine morphologisch-chemische Untersuchung der Hefe mit Berücksichtigung der Natur, des Ursprunges und der Verbreitung der Contagien. Braumüller, Viena 1869. – online

- Deutsche Flora. Pharmazeutisch-medizinische Botanik. Ein Grundriss der systematischen Botanik zum Selbststudium für Ärzte, Apotheker und Botaniker. Spaeth, Berlín 1880–1883. – online

- Illustrirtes Repetitorium der pharmaceutisch-medicinischen Botanik und Pharmacognosie. Springer, Berlín 1886

- Flora von Deutschland, Oesterreich und der Schweiz mit Einschluss der fremdländischen medicinisch und technisch wichtigen Pflanzen, Droguen und deren chemisch-physiologischen Eigenschaften. Für alle Freunde der Pflanzenwelt. Vols. 1. 2. Köhler, Gera-Untermhaus 1895. – online
- La abreviatura «H.Karst.» se emplea para indicar a Gustav Karl Wilhelm Hermann Karsten como autoridad en la descripción y clasificación científica de los vegetales.[1]

## Fuente
- Robert Zander, Fritz Encke, Günther Buchheim, Siegmund Seybold (Hrsg.) 1984. Handwörterbuch der Pflanzennamen. 13.ª ed. Ulmer Verlag, Stuttgart. ISBN 3-8001-5042-5